# Es Senia
Es Senia (en árabe: السانية ), y antiguamente La Sénia durante la colonización francesa, es un municipio argelino situado en el vilayato de Orán.
El municipio es la sede de la Universidad de Orán, albergando gran parte de las instalaciones de esta.

## Toponimia
No existe un acuerdo total para atribuir el origen del nombre a la ciudad. Podría proceder del árabe dialectal argelino sania (campiña, jardín) o bien del vocablo andalusí senia 'máquina que sirve para extraer agua de los pozos'.
También puede ser, según una costumbre arraigada entre los colonos fundadores de un núcleo poblacional, el nombre del pueblo de origen de los primeros habitantes. Existe un pueblo llamado La Sénia en la provincia de Tarragona. No hay ninguna documentación contrastada que mencione la existencia de La Sénia antes de la colonización francesa. El origen español toma más relevancia si se estudian los apellidos de la mayoría de los pobladores del pueblo.

## Geografía

### Situación
| Noroeste: Misserghin | Norte: Orán     | Nordeste: Sidi Chami |
| Oeste: Misserghin    |                 | Este: Sidi Chami     |
| Suroeste: Misserghin | Sur: Misserghin | Sureste: El Kerma    |

### Urbanismo
Separada de Orán por kilómetros de terrenos baldíos durante la década de los setenta, la ciudad está hoy unida a aquella por una urbanización ininterrumpida, lo que la hace formar parte íntegra de la aglomeración oranesa. 

### Transporte
El aeropuerto de Orán está situado en este municipio y dista de la ciudad de Orán unos 8,7 km. 
La ciudad está conectada con Orán gracias al tranvía inaugurado en 2013.